# Ел Прогресо
Ел Прогресо (на испански: El Progreso) е един от двадесет и двата департамента на Гватемала. Най-големият град в департамента е Санарате. Населението е 172 200 жители (по изчисления от юни 2016 г.).

## Общини
Ел Прогресо е разделен на 8 общини някои от които са:
1. Морасан
2. Сан Антонио Ла Пас
3. Санарате
4. Сансаре